# Magnified
Magnified (рус. Увеличенный) — второй студийный альбом американской альтернативной рок группы Failure, изданный 8 марта 1994 года на лейбле Slash Records. Для сингла «Undone» был снят промо-ролик (первый для группы), но он получил мало эфирного времени, если вообще имел место, на традиционных музыкальных видеокассетах. 
Критики обратили внимание на звуковые и музыкальные достижения, достигнутые на Magnified, и другие, более известные музыканты также начали восхвалять Failure. 

## Предыстория и запись
Группу не удовлетворило звучание Comfort и их невмешательство в процесс микширования; они хотели получить более привлекательный, спродюсированный звук, который выходил бы за рамки стиля Стива Альбини, по сути, «документирующего» сырое живое звучание группы. Поэтому, когда в 1993 году группа вернулась в студию, Эндрюс и Эдвардс сами взяли на себя роль продюсеров. В середине этих сессий Гаусс покинул группу, и Эдвардс сам сыграл на барабанах, пока не была найдена замена в лице Келли Скотт..
Magnified существенно отличается от дебютного альбома в плане саунд-дизайна: группа стала использовать дисторшн на бас-гитаре. Использование дисторшна на бас-гитаре в качестве основной части структуры песен можно услышать в таких композициях, как «Frogs» и «Wonderful Life». Также широко используется гармоника (в песнях «Moth», «Wonderful Life» и «Empty Friend»).

## Отзывы критиков
| Оценки критиков | Оценки критиков |
| Источник        | Оценка          |
| --------------- | --------------- |
| AllMusic        | [ 10 ]          |
| Kerrang!        | [ 11 ]          |

В ретроспективной статье, опубликованной по случаю 25-летия альбома, Decibel написали, что «резкие изменения аккордов происходят непредсказуемо, часто сопровождаемые четырёхструнным басовым аккордом и первобытной игрой на барабанах, и то и другое звучит убедительно». В Trouser Press назвали альбом «значительным улучшением по сравнению с дебютным, но не добившимся полного успеха», написав, что «Failure рисуют бессмысленные образы альтернативной гитары… над мелодичным материалом, который на самом деле мог бы быть заманчивым, если бы не заросли кустарника». В The Seattle Times писали, что «написание песен на Magnified более поп-ориентированное, чем на первом диске группы, Comfort, в котором было больше импровизации». В журнале Albuquerque Journal было написано, что «Failure попадают в зал славы рок-н-ролла как единственная группа, у которой меньше вариаций между песнями, чем у Boston».

## Список композиций
Все тексты и музыка написаны Кеном Эндрюсом и Грегом Эдвардсом, за исключением отмеченных.
| №   | Название                           | Длительность |
| --- | ---------------------------------- | ------------ |
| 1.  | «Let It Drip» (Музыка: Кен Эндрюс) | 2:41         |
| 2.  | «Moth»                             | 3:50         |
| 3.  | «Frogs»                            | 4:55         |
| 4.  | «Bernie»                           | 5:17         |
| 5.  | «Magnified»                        | 4:36         |
| 6.  | «Wonderful Life»                   | 5:34         |
| 7.  | «Undone»                           | 4:27         |
| 8.  | «Wet Gravity»                      | 6:06         |
| 9.  | «Empty Friend»                     | 4:21         |
| 10. | «Small Crimes»                     | 7:13         |

## Участники записи
Failure
- Кен Эндрюс — вокал, ритм-гитара, бас-гитара, микширование
- Грег Эдвардс — соло-гитара, бас-гитара, барабаны
- Джон Даргахи — барабаны («Let It Drip», «Moth», «Wonderful Life» и «Undone»)

Производственный персонал
- Дэвид Бианко — микширование
- Пол Лэни — аудиоинженер
- Джон Джексон — ассистент аудиоинженера
- Говард Уиллинг — ассистент аудиоинженера
- Стивен Маркуссен — мастеринг
- Лиз Бэйли — фотограф
- Глен Векслер — фотограф